# Jean Japart
Jean Japart   (segle XV - c. 1507 (Gregorià)), fou un compositor francès o belga de finals del segle xv i principis del XVI.
De Japart es coneixen 14 cançons franceses i italianes, a 4 veus, publicades per Petrucci en lOdhecaton (1501/03). També s'hi troben altres cançons manuscrites en la Biblioteca de sant Pere de Roma i una Missa en la de Viena. Japart fou un dels contrapuntistes més hàbils i enginyosos de l'escola franco-belga.